# Lasse Lehtinen
Pour les articles homonymes, voir Lehtinen.
Lasse Antero Lehtinen (ne le 23 janvier 1947 à Kotka) est un homme politique, journaliste, écrivain et animateur finlandais.

## Biographie

### Carrière professionnelle
Journaliste depuis 1962, Lasse Lehtinen exerce les fonctions de diplomate entre 1983 et 1990, avant de devenir producteur de télévision de 1993 à 2004. En 2002, il obtient un doctorat.

### Carrière politique
De 1968 à 1980, il est conseiller municipal de Kuopio, et de 1972 à 1983, député du SDP au Parlement finlandais. Entre 2004 et 2009, il est également député européen.

### Carrière télévisuelle
Il a été le premier animateur de la version finlandaise de Qui veut gagner des millions? (Haluatko miljonääriksi?) de 1999 jusqu'en 2005 sur la chaîne Nelonen.

## Ouvrages
- (fi) Lasse Lehtinen, Kekkosen lastenlapset. Mielipidekirja, Kuopio, Kustannuskiila, 1979 (ISBN 978-951-6-57062-7)
- (fi) Lasse Lehtinen, Virolainen, tasavallan isäntärenki. Suomalaisen poliitikon muotokuva, Porvoo, Helsinki, Juva, WSOY, 1980 (ISBN 978-951-0-10158-2)
- (fi) Lasse Lehtinen, Fagerholm, Kekkosen tasavallan kakkonen. Pohjoismaisen poliitikon muotokuva, Porvoo, WSOY, 1981 (ISBN 978-951-0-10851-2)
- (fi) Lasse Lehtinen, Työläjärvi, tasavallan tahtonainen. Naispoliitikon muotokuva, Porvoo, WSOY, 1982 (ISBN 978-951-0-11460-5)
- (fi) Lasse Lehtinen, Uskottu mies, Porvoo, WSOY, 1983 (ISBN 978-951-0-12113-9)
- (fi) Lasse Lehtinen, Tuntematon kersantti, Porvoo, WSOY, 1984 (ISBN 978-951-0-12469-7)
- (fi) Lasse Lehtinen, Satumainen onni, Porvoo, WSOY, 1985 (ISBN 978-951-0-13292-0)
- (fi) Lasse Lehtinen, Valkoinen ihmissyöjä, Porvoo, WSOY, 1986 (ISBN 978-951-0-13792-5)
- (fi) Lasse Lehtinen, Punainen vuorineuvos, Porvoo, WSOY, 1987 (ISBN 978-951-0-14612-5)
- (fi) Lasse Lehtinen, Novellihenkilön kuolema, SSKK, 1988
- (fi) Lasse Lehtinen, Minä ja Thatcher. Lontoon matkapöytäkirja, Porvoo Helsinki Juva, WSOY, 1989 (ISBN 951-0-15999-9)
- (fi) Lasse Lehtinen, Fyrkanvaltaajan kuolema, Porvoo, WSOY, 1990 (ISBN 978-951-0-16509-6)
- (fi) Lasse Lehtinen, Kotilaisen kotiryssä, Porvoo, WSOY, 1991 (ISBN 978-951-0-17411-1)
- (fi) Lasse Lehtinen, Euroopan umpisuoli, Porvoo, WSOY, 1992 (ISBN 978-951-0-18303-8)
- (fi) Jorma Komulainen, Lasse Lehtinen, Meidän Herramme kuopiolaisia, Kuopio, Kuopion kaupunki, 1992 (ISBN 978-952-9-04226-5)
- (fi) Lasse Lehtinen, Luodinkestävä luutnantti, Porvoo, Helsinki, Juva, WSOY, 1993 (ISBN 978-951-0-19040-1)
- (fi) Lasse Lehtinen, Täyteläistä elämää, Helsinki, Otava, 1994 (ISBN 978-951-1-12882-3)
- (fi) Lasse Lehtinen, Matkalla Mäntyniemeen. Martti Ahtisaaren tie presidentiksi, Porvoo, WSOY, 1994 (ISBN 978-951-0-20147-3)
- (fi) Lasse Lehtinen, Keltainen noutaja, Porvoo, Helsinki, Juva, WSOY, 1994 (ISBN 978-951-0-19646-5)
- (fi) Lasse Lehtinen, Luotettavat muistelmat, Porvoo, Helsinki, Juva, WSOY, 1996 (ISBN 978-951-0-21490-9)
- (fi) Lasse Lehtinen, Luotettavat muistelmat 2, Porvoo, Helsinki, Juva, WSOY, 1997 (ISBN 978-951-0-22017-7)
- (fi) Lasse Lehtinen, Karhun varjossa, Porvoo, WSOY, 1998 (ISBN 978-951-0-22893-7)
- (fi) Lasse Lehtinen, Entisen presidentin tekijä, Porvoo, WSOY, 2000 (ISBN 951-0-24357-4)
- (fi) Lasse Lehtinen, Luonnekuvia, Helsinki, WSOY, 2001 (ISBN 978-951-0-25663-3)
- (fi) Lasse Lehtinen, Aatosta jaloa ja alhaista mieltä. SDP:n ja Urho Kekkosen suhteet 1944–1981, Helsinki, Helsinki, 2002 (ISBN 978-951-0-26705-9)
- (fi) Lasse Lehtinen, Minun metsäni, Helsinki, Edita, 2002 (ISBN 978-951-3-73482-4)
- (fi) Lasse Lehtinen, Kynällä, kameralla, kiväärillä, Espoo, Weilin+Göös, 2004 (ISBN 978-951-0-29427-7)
- (fi) Lasse Lehtinen, Kansakunnan sijaiskärsijät, Helsinki, WSOY, 2005 (ISBN 978-951-0-30797-7)
- (fi) Lasse Lehtinen, Sodankäyntiä sanoin ja kuvin. Suomalainen sotapropaganda 1939–1944, Helsinki, WSOY, 2006 (ISBN 951-0-32025-0)
- (fi) Lasse Lehtinen, Siivetönnä en voi lentää, Helsinki, WSOY, 2008 (ISBN 978-951-0-32045-7)
- (fi) Lasse Lehtinen, Viiden vuoden kakku. Päiväkirjan lehtisiä vuosilta 2003–2009, Helsinki, WSOY, 2009 (ISBN 978-951-0-35515-2)
- (fi) Lasse Lehtinen, Onni suosii rohkeaa, Helsinki, WSOY, 2010 (ISBN 978-951-0-36876-3)
- (fi) Lasse Lehtinen, Väinö Tannerin unohdetut päiväkirjat 1943–1944, Espoo, Paasilinna, 2011 (ISBN 978-952-5856-48-4)

## Prix et recompenses
- Prix Pehr Evind Svinhufvud, 2011